# BASTARD!! -암흑의 파괴신-
BASTARD!! -암흑의 파괴신-(바스타드: 암흑의 파괴신, BASTARD!! -暗黒の破壊神-, Bastard!!)은 카즈시 하기와라가 쓰고 그린 일본 만화 시리즈이다. 1988년부터 슈에이샤 주간 소년 점프에서 연재를 시작했고, 1987년에 주간 소년 점프에서 파일럿 원샷으로 데뷔했으며, 2000년부터 울트라 점프에서 부정기적으로 계속되어 2010년에 최신 장이 공개되었다. 2012년 현재 27권이 수집되었다. 단행본 권이 발매되었다. 파일럿 원샷은 시하라 타츠야에 의해 리메이크되었으며 2023년 7월 울트라 점프에 출판되었다. 이 만화는 이전에 비즈 미디어에 의해 북미에서 영어 출시 라이선스를 받았다. 처음 19권만 발매되었다.
하기와라는 헤비 메탈 음악과 던전 & 드래곤의 열렬한 팬이며 BASTARD!! 이야기에서 이 두 가지 아이디어를 모두 사용합니다!! 예를 들어, 이야기 속 많은 등장인물과 장소는 하기와라가 가장 좋아하는 밴드 멤버들의 이름을 따서 명명되었다.
이 만화는 1992년부터 1993년까지 출시된 AIC의 6부작 오리지널 비디오 애니메이션(OVA) 시리즈로 각색되었다. OVA는 1998년 파이오니어에 의해 북미에서 출시되었다. 라이덴 필름이 제작한 이 작품은 2022년 6월 넷플릭스를 통해 전 세계에 공개되었다. 두 번째 시즌은 2023년 7월에 공개되었다.
BASTARD!!는 슈에이샤의 역대 베스트셀러 만화 시리즈 중 하나이며, 3천만 부 이상이 유통되고 있다.